# Bruinkeeltodietiran
De bruinkeeltodietiran (Hemitriccus rufigularis) is een zangvogel uit de familie Tyrannidae (tirannen).

## Verspreiding en leefgebied
Deze soort komt voor van Ecuador tot Bolivia.

## Status
De grootte van de populatie is in 2022 geschat op 120.000-140.000 volwassen vogels. Op de Rode lijst van de IUCN heeft deze soort de status niet bedreigd.